# Jarocin ’82
Jarocin ’82 – polski dokumentalny film krótkometrażowy z 1982 roku w reżyserii Pawła Karpińskiego, dokumentujący III Ogólnopolski Przegląd Muzyki Młodej Generacji w Jarocinie, który odbył się w dniach 24–26 sierpnia 1982.

## Zespoły
W filmie wystąpiły zespoły:
- FTB
- Atomic
- Rejestracja
- Dezerter
- CDN

oraz wykorzystano nagrania grup:
- Turbo
- Kombi

## Twórcy filmu
- Paweł Karpiński – scenariusz i reżyseria
- Leszek Winnicki – zdjęcia
- Krzysztof Strąbski, Włodzimierz Suski – współpraca
- Ryszard Krupa – dźwięk
- Zbigniew Jan Kowalczyk – współpraca
- Dorota Madej – montaż
- Barbara Paluch – kierownictwo produkcji
- Tadeusz Zarembski, Michał Zarębski – współpraca
- Wytwórnia Filmów Dokumentalnych – produkcja
- Przedsiębiorstwo Dystrybucji Filmów – rozpowszechnianie